# Yasuhikotakia eos
Yasuhikotakia eos е вид лъчеперка от семейство Cobitidae. Видът не е застрашен от изчезване.

## Разпространение
Разпространен е във Виетнам, Камбоджа, Лаос и Тайланд.

## Описание
На дължина достигат до 11 cm.
Популацията на вида е намаляваща.